# China Mountain Zhang
China Mountain Zhang est un roman de science-fiction publié en 1992 de l'écrivaine américaine Maureen F. McHugh. Le roman est composé de plusieurs histoires vaguement entrelacées et aborde les thèmes de l'homosexualité et des mutations génétiques dans un monde futur dominé par la Chine.

## Titre
Le titre du roman est le nom du protagoniste, un jeune homme gay d'ascendance mixte chinoise et hispanique qui se nomme Rafael Zhang dans des contextes non chinois et Zhang Zhongshan dans des contextes chinois. Son prénom chinois, « Zhongshan », est écrit avec les caractères qui ont pour significations principales « centre » et « montagne » ; le nom mandarin de la Chine commence également par le caractère signifiant « centre » ou « milieu ». Ainsi, China Mountain Zhang est une lecture alternative de son prénom chinois. Comme l'explique le roman, Zhongshan est l'un des prénoms utilisés par le leader révolutionnaire chinois Sun Yat-sen.

## Résumé
L'histoire principale suit l'apprentissage d'un jeune homme dans un avenir dominé par la Chine, où les États-Unis ont subi une deuxième grande dépression, une révolution communiste, puis une «campagne des vents purificateurs» qui ressemble à la révolution culturelle chinoise. Son évolution personnelle est mise en perspective dans quatre histoires entrelacées de personnages à la recherche de leur place dans la société.

## Allusions à l'histoire réelle, à la géographie et à la science actuelle
La toile de fond est un 22e siècle dans lequel le régime communiste chinois domine le monde. Le roman est légèrement inhabituel pour la science-fiction dans le sens où aucun des personnages ne provoque de changement significatif dans le monde qui les entoure; il n'utilise pas non plus de tropes de science-fiction standard. Le protagoniste principal doit cependant cacher son orientation sexuelle car elle est interdite, et aussi le fait qu'il soit modifié génétiquement, ses parents l'ayant fait modifié pour apparaitre chinois afin de favoriser ses perspectives professionnelles.
Le New York Times dans sa revue critique de l'ouvrage lors de sa première parution indique : « Un premier roman aussi bon donne à chaque lecteur une chance de partager le plaisir de la découverte ; à mon avis, la réalisation de Mme McHugh rappelle le meilleur travail de Samuel R. Delany et Kim Stanley Robinson sans en être le moins du monde dérivé ».

## Liens avec d'autres œuvres
La nouvelle Protection de Maureen F. McHugh se déroule aussi le même monde que China Mountain Zhang, détaillant les expériences d'un petit criminel dans un camp de réforme par le travail au Kansas sous le futur système communiste.

## Prix et distinctions
Le roman a remporté le prix Locus du meilleur premier roman, le prix James Tiptree, Jr. ainsi qu'un prix Lambda Literary ; il a également été nommé pour le prix Hugo du meilleur roman et le prix Nebula du meilleur roman,.